# Bembidion vernula
Bembidion vernula är en skalbaggsart som beskrevs av Thomas Casey. Bembidion vernula ingår i släktet Bembidion och familjen jordlöpare. Inga underarter finns listade i Catalogue of Life.